# مسجد چهار سوگاه
مسجد چهار سوگاه مربوط به دوره صفوی - دوره قاجار است و در نطنز، محله قصبه، خیابان مالک اشتر، باغستان‌های درون شهر واقع شده و این اثر در تاریخ ۱۰ خرداد ۱۳۸۲ با شمارهٔ ثبت ۹۰۳۳ به‌عنوان یکی از آثار ملی ایران به ثبت رسیده است.